# Salada de Frutas
A banda Salada De Frutas surgiu em Portugal no início dos anos 80 em Lisboa. Foram uma nova banda portuguesa entre muitas mais que fizeram parte do chamado Nova Vaga Do Pop/Rock Português entre 1975-1985. Movimento esse que apareceu numa altura em que o pós-25 de Abril de 1974 ainda dificultava sempre o acesso ás novas artes e impedia nova música de serem criadas e divulgadas em Portugal. Quando esse período conturbado terminou os artistas conseguiram mais liberdade e o país estava mais tolerante ao entretenimento e música ligeira portuguesa que ia aparecendo com muitas bandas novas que foram sendo formadas ainda nessa década.

## Biografia
Em Setembro de 1980 em Lisboa, Lena d'Água (ex-Beatnicks), Luis Pedro Fonseca  e Zé da Ponte (ex-Saga) formam o grupo Salada De Frutas. Pouco tempo depois lançam, através da editora Rossil, o álbum Sem Açúcar que obteve algum sucesso comercial. Nesse primeiro trabalho, podemos escutar faixas como Shui the Shock, Bolonha e Como Se Eu Fosse Tua. Aparecem como músicos convidados nesse disco Guilherme Inês e Zé Carrapa, que posteriormente, seriam também os membros efectivos da banda, e em alguns temas a banda contrata os sopros do músico Rui Cardoso.
Em Maio de 1981 gravam o famoso single Robot/Armagedom que foi um enorme sucesso, vendendo mais de 30 mil exemplares. Foi uma das canções a ser caricaturadas por Tony Silva.
Em Setembro de 1981, após uma actuação na Festa do Avante, no Alto Da Ajuda em Lisboa, decidiram dispensar Lena d'Água de forma unilateral e algo polémica, alegando que ela não tinha capacidades para integrar uma banda de Rock Alternativo.  Luis Pedro Fonseca e Lena d'Água acabaram por sair do grupo e ambos fundam o seu novo projecto com outros músicos diferentes os Banda Atlantida. Pouco tempo depois as suas vagas ficam livres para depois chegarem Carlos Pereira como novo multi instrumentalista entrando também na mesma altura o novo guitarrista, Zé Nabo.
Ainda antes do final do ano partem para Hilversum, na Holanda, para gravar um álbum novo da banda, que depois foi lançado pela empresa discográfica Edisom. José Nabo assumiu a voz principal e as guitarras por Carlos Pereira mas que se tinha afastado uns dias antes devido a incompatibilidades profissionais e entretanto tinham contratado um outro músico, o Quico Serrano, (Frederico Serrano o seu nome verdadeiro) para os teclados. Com esta nova formação, foi lançado o segundo disco da banda, Se Cá Nevasse. José Nabo, habitualmente baixista passa a tocar guitarra em várias faixas, alternando com José da Ponte e o baterista Guilherme Inês que também toca os teclados no tema "Moçoila". A cantora portuguesa Né Ladeiras acrescenta as suas vozes no tema "Tanahora". Em algumas letras encontramos a colaboração de Carlos Tê, Carlos Pereira, Mário Zambujal e Ana Bola. Em "Se Cá Nevasse", que foi gravado no Wisserloordt Studios de Hilversum, orientandos pelo Tom Van den Brent que na altura chegou a trabalhar por norma com outros grupos holandeses como os Fox The Fox e os The Art Company. O novo disco dos Salada De Frutas do mesmo nome o famoso Se Cá Nevasse acabou por se vender muito bem com uma grande aceitação em Portugal. Nele podemos escutar entre outros temas originais como Se Cá Nevasse, Namaptess, Zimalabararistix e Histórias (Campanha Orquestrada). 
Em 1982, o grupo deixa de ser "Salada De Frutas", para se transformar apenas em "Salada", um novo nome diferente mas com os mesmos membros que apresentam no seu último trabalho de estúdio, Crime Perfeito. A banda apresenta neste disco um som mais elaborado e experimental, abandonando os temas mais comerciais e enveredando por um som bastante mais instrumental e mais evoluído musicalmente nos seus 10 novos temas de "Crime Perfeito", entre eles três deles são cantados. A banda chegou mesmo a divulgar este novo disco num concerto ao vivo no Canal 1 da RTP em Maio de 1982 que abriram com o seu novo single o tema "Se Cá Nevasse" apresentado pelo Júlio Isidro no seu programa O Passeio Dos Alegres que era exibido todas as tardes dos Domingos se tornava numa presença habitual em eventos televisivos naquela altura.   
Entretanto o disco LP Crime Perfeito acaba por ser um insucesso comercial e a fraca adesão aos concertos da digressão correspondente, o grupo oficializa a sua dissolução e desta forma os Salada terminam amigavelmente em Setembro de 1983. Mais tarde cada um dos antigos membros, segue uma carreira profissional na Indústria da música e das artes, como músicos ou colaboradores de outras bandas portuguesas e bem como de novos talentos que se tem revelado. 
Mais tarde os colegas Guilherme Inês, José Da Ponte e uma nova cantora, "Formiga", juntam-se em 1983 e decidem formar um novo projecto que se chamavam os Zoom. O grupo chega a gravar um disco original de 10 temas intitulado "Hands Off", todo ele cantado em inglês gravado com um misto de vozes femininas e masculinas que vendeu razoavelmente bem que se mantiveram em atividade ate meados de 1990. 
Entre 2005 e 2010 os antigos membros dos Salada De Frutas, os colegas Guilherme Inés, José Carrapa e José Nabo decidem fazer uma nova compilação inédita quando o trio achou por bem gravar novamente em formatos mais modernos realizado nos estúdios da EMI-Valentim De Carvalho em Paço De Arcos. Neste novo disco está incluído alguns temas regravados com outra sonoridade mais outros singles escolhidos a dedo que caracterizam melhor o novo CD intitulado Salada De Frutas O Melhor Dos Salada de Frutas 1980-1983 numa nova compilação original representando assim alguns temas incluídos ambos cantados por Lena d'Água e outros temas cantados por José Nabo com alguns músicos convidados conhecidos que colaboram também neste último disco do grupo. 

## Discografia

### Lp's
- Sem Açúcar - (Rossil, 1980)
- Se Cá Nevasse - (Edisom, 1981)
- Crime Perfeito – Com o nome de Salada - (Edisom, 1982)
- Salada De Frutas O Melhor Dos Salada De Frutas (The Best Of Salada De Frutas 1980-1983) (Compilação recente EMI-VC 2010 em formato de CD)
- Salada De Frutas "Se Ca Nevasse Edição Especial 40 Anos Dezembro 2021 CD" Compilação recente

### Singles
- Como Se Eu Fosse Tua - (Rossil, 1980)
- Robot/Armagedom - (Edisom, 1981)
- Se Cá Nevasse…/Namaptess - (Edisom, 1982)

### Máxi
- Los Bandidos (Chica) - (Edisom, 1983)